# Kazinczy László (labdarúgó)
Kazinczy László (1935. augusztus 8. – Budapest, 1964. december 23.) labdarúgó, csatár.

## Pályafutása
1949-ben kezdet futballozni a Rákoshegyi TC-ben. 1952-ben az MTK-ba, majd a KISTEXT-be igazolt. Utóbbi csapatban az NB II-ben szerepelt. Tagja volt az utánpótlás válogatottnak. 1957 és 1961 között a Bp. Honvéd labdarúgója volt. Tagja volt az 1957–58-as idényben ezüst- és az 1958–59-es idényben bronzérmet szerzett csapatnak. 1961 és 1963 között a Tatabányai Bányász játékosa volt. Az élvonalban összesen 76 alkalommal szerepelt és 34 gólt szerzett.

## Sikerei, díjai
- Magyar bajnokság
  - 2.: 1957–58
  - 3.: 1958–59